# Knighton, Leicestershire
Knighton är en stadsdel i Leicester, i distriktet Leicester, i grevskapet Leicestershire i England. Stadsdelen hade 16 816 invånare år 2021. Knighton var en civil parish 1866–1896 när blev den en del av Leicester. Civil parish hade 6 075 invånare år 1891. Byn nämndes i Domedagsboken (Domesday Book) år 1086, och kallades då Cnihtetone.